# درگ کینگ

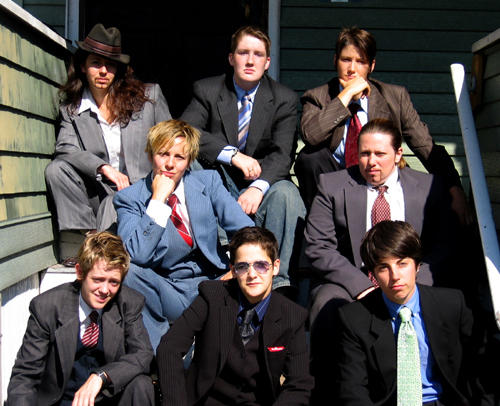
یک گروه درگ کینگ در بوستون

درگ کینگ (انگلیسی: Drag king) یا مردپوش یک هنرمند مبدل‌پوش غیر مرد است که لباس  مردانه می‌پوشد و نقش‌های جنسیتی مردانه را به صورت نمایشی اجرا می‌کند. 
مردپوش‌ها می‌توانند همجنس‌گرای زن، دوجنس‌گرا، خارج از جنسیت یا متعلق به گروهی دیگر از جامعهٔ ال‌جی‌بی‌تی باشند و یا اینکه ممکن است هم‌سوجنسی باشند. نوع دیگری از مبدل‌پوشی و مقابل درگ کینگ، درگ کوئین یا زن‌پوش است.
نمایش و اجراهای مردپوش‌ها ممکن است همراه با استندآپ کمدی، رقص، لب‌زنی و یا خواندن باشد. درگ کینگ‌ها معمولاً بیش از اندازه مردانه جلوه می‌کنند و به تقلید از شخصیت‌های مشهور مرد مانند الویس پرسلی، مایکل جکسون و تیم مک‌گرا می‌پردازند.